# Henry B. Eyring
Henry B. Eyring, né le 31 mai 1933 à Princeton, est un administrateur d'établissement d'enseignement et un dirigeant religieux américain. Depuis 2008, il est premier conseiller de la Première Présidence de l'Église de Jésus-Christ des saints des derniers jours.

## Biographie

### Jeunesse et études
Né à Princeton, dans le New Jersey, il est le fils d'Henry Eyring, chimiste de renommée mondiale et de Mildred Bennion.
Henry B. Eyring décroche une licence de physique et, après avoir servi pendant deux ans, de 1955 à 1957, dans la Force aérienne des États-Unis en poste à la base de Sandia, près d'Albuquerque au Nouveau-Mexique, il obtient son baccalauréat ès sciences en physique à l'université de l'Utah. Il est ensuite titulaire d'une maîtrise et d'un doctorat en administration des affaires de la Harvard Business School avant de se lancer dans une carrière en milieu universitaire.

### Carrière universitaire
De 1962 à 1971, il est professeur assistant à la Stanford Graduate School of Business, puis président jusqu'en 1977 du Ricks College devenu ensuite l'université Brigham Young d'Idaho.

### Responsabilités dans l'Église
Évêque de la première paroisse de Stanford en 1971, il est commissaire adjoint puis, à deux reprises de 1980 à 1985 et de 1992 à 2005, commissaire du département d'éducation de l'Église.
En 1992, il est appelé comme membre du premier collège des Soixante-dix, puis le 1er avril 1995 au collège des Douze Apôtres, enfin le 10 août 2007 comme deuxième conseiller dans la Première Présidence au décès de James E. Faust. Le 3 février 2008, il est appelé par Thomas S. Monson, nouveau président de l'Église, comme premier conseiller de la Première Présidence, avec Dieter Friedrich Uchtdorf comme deuxième conseiller.

### Vie privée
En 1962, Henry B. Eyring épouse Kathleen Johnson au temple de Logan, dans l'Utah. Ils ont six enfants.

## Publications
- Eyring, Henry B., 2004, To Draw Closer to God: A Collection of Discourses (Deseret Book Company)
- Eyring, Henry B, 2003, Go Forth to Serve  (Deseret Book Company)
- Eyring, Henry B, 2002, Because He First Loved Us (Deseret Book Company)
- Eyring, Henry B, 1995, On Becoming a Disciple-Scholar: Lectures presented at the Brigham Young University Honors Program (Discipline and discipleship lecture series) – Bookcraft
- Ph.D Dissertation (1963) Evaluation of planning models for research and development projects Harvard University United States -- Massachusetts. Retrieved March 12, 2009, from Dissertations & Theses: Full Text database.(Publication No. AAT 0202163)
- Aug 1968, Wise Advice for R and D. , Eyring, Henry B, Stanford University, Stanford, CA, US, publisher=PsycCRITIQUES Vol 13 (8) pp. 398, 400, Database:PsycINFO Electronic ISSN 1554-0138
- 1966 December, Some Sources of Uncertainty and Their Consequences in Engineering Design Projects, Henry B Eyring, IEEE Transactions on Engineering Management, EM-13, no 4; 167-80.